# میلیاردر

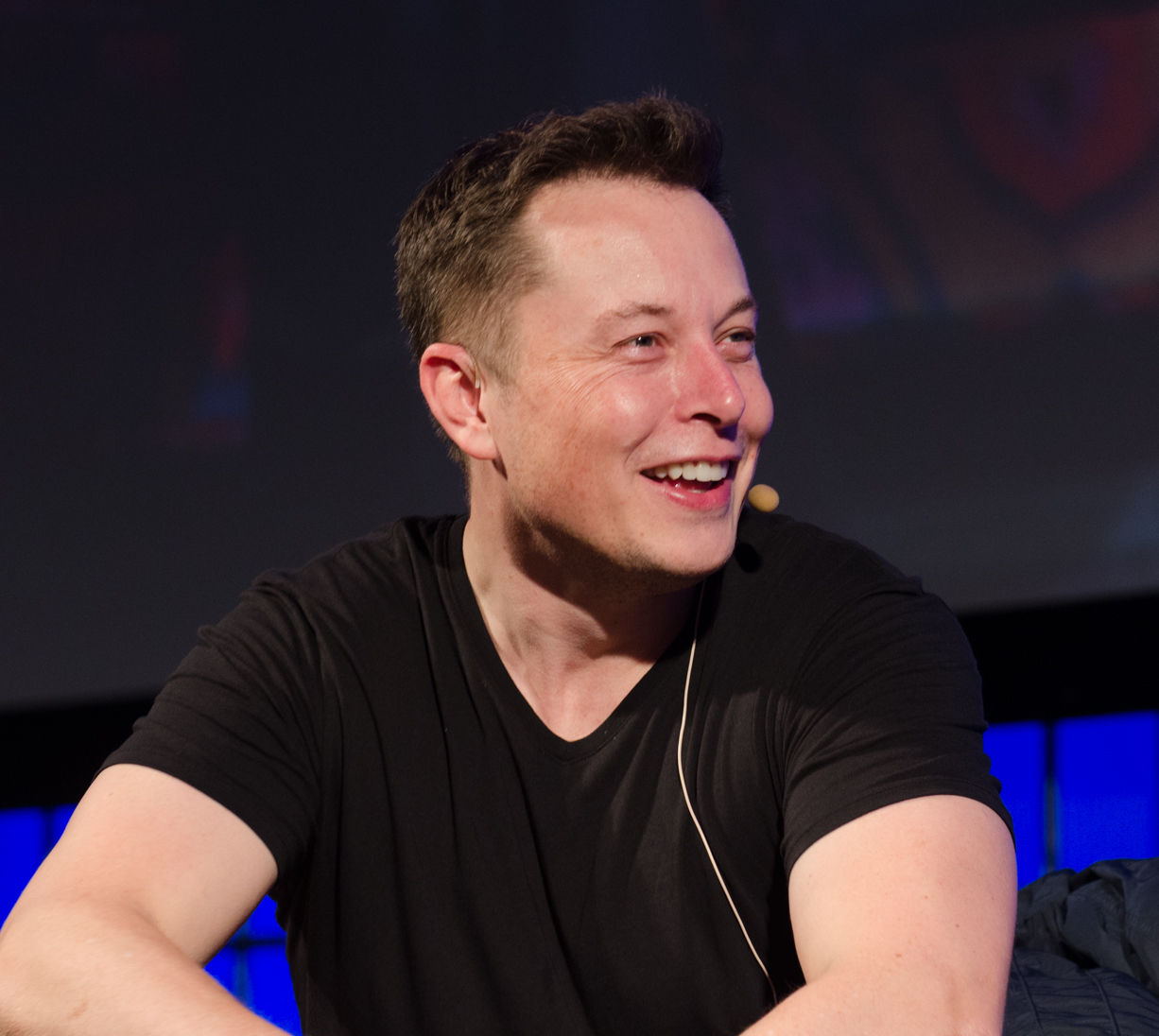
ایلان ماسک که طبق آمار مجله فوربز رتبه یک میلیاردرهای جهان و آمریکا را در اختیار دارد. ماسک با مالکیت شرکت‌های خودروسازی تسلا و شرکت فضایی اسپیس‌ایکس یکی از ابر میلیاردرهای خود ساخته‌است

میلیاردر (فرانسوی:Milliardaire)  یا بیلیونر (انگلیسی: Billionaire) در کشورهایی که از نظام مقیاس کوچک استفاده می‌کنند، شخصی است که ثروت خالص او دست‌کم ۱ میلیارد (۱٬۰۰۰٬۰۰۰٬۰۰۰؛ هزار میلیون) واحد پول باشد، که معمولاً به ارزهایی چون دلار آمریکا، یورو، یا پوند استرلینگ سنجیده می‌شود.
غول نفتی آمریکایی جان دیویس راکفلر در سال ۱۹۱۶ نخستین میلیاردر دلاری تأیید شدهٔ جهان شد.
مجله کسب و کار آمریکایی «فوربز» فهرستی از ثروتمندترین افراد جهان را هر ساله منتشر می‌کند و یک نسخهٔ اینترنتی از این فهرست را به‌طور پیوسته به روز می‌کند.
در ۲۰۱۷ بیش از ۲٬۰۰۰ میلیاردر دلاری در سطح جهان وجود دارد که ثروت مجموع آن‌ها بیش از ۷٫۶ تریلیون دلار است. بنابر گزارش ۲۰۱۷ آکسفام، هشت نفر نخست ثروتمند دنیا ثروتی برابر نیمه فقیر جهان دارند.

## میلیاردرهای کنونی
بر اساس گزارش فوربز در مارس ۲۰۱۷ در حال حاضر ۲۰۴۳ ثروتمند میلیارد دلاری از ۶۶ کشور در سراسر جهان با مجموع ثروت خالص ۷٫۶۷۰٫۰۰۰٫۰۰۰٫۰۰۰ دلار (۷٫۶۷ تریلیون) وجود دارند که بیش از مجموع تولید ناخالص داخلی ۱۵۲ کشور جهان است. اکثر میلیاردرها مرد هستند، اما ۱۹۷ میلیاردر زن نیز در سال ۲۰۱۵ وجود داشته‌است. در میان میلیاردرهای سال ۲۰۱۵، هفت میلیاردر سیاه و ده میلیاردر دگرباشان جنسی به چشم می‌خورد. ایالات متحده با ۵۳۶ نفر در سال ۲۰۱۵ دارای بیشترین تعداد میلیاردرها است. در حالی که چین، هند و روسیه به ترتیب به ۲۱۳، ۹۰ و ۸۸ میلیاردر دارند. میانگین سن میلیاردرهای آمریکایی ۶۶ سال است. ۴۶ میلیاردر در سال ۲۰۱۵ زیر سن ۴۰ سالگی در سطح جهان وجود داشته‌است.

## آمار
جدول زیر فهرست آمارهای متعدد مربوط به میلیاردرها شامل تعداد کل میلیاردرهای شناخته شده و ارزش خالص ثروتمندترین افراد جهان در هر سال از سال ۲۰۰۸ است. داده‌ها برای هر سال از فهرست سالانه میلیاردرهای فوربس از و ارقام داده شده براساس دلار آمریکا است.
| سال  | تعداد کل میلیاردرها | مجموع ثروت میلیاردرهای شناخته شده | تعداد میلیاردرهای ایالات متحده | تعداد میلیاردرهای چین | تعداد میلیاردرهای روسیه | تعداد میلیاردرهای هند | ثروتمندترین فرد جهان | ارزش خالص دارایی ثروتمندترین فرد به میلیارد دلار |
| ---- | ------------------- | --------------------------------- | ------------------------------ | --------------------- | ----------------------- | --------------------- | -------------------- | ------------------------------------------------ |
| ۲۰۱۷ | ۲٬۰۴۳               | ۷/۶۶ تریلیون دلار                 | ۵۶۵                            | ۳۱۹                   |                         | ۱۰۱                   | بیل گیتس             | ۸۶ میلیارد دلار                                  |
| ۲۰۱۶ | ۱٬۸۱۰               | ۶٫۴۸ تریلیون دلار                 | ۵۴۰                            | ۲۵۱                   | ۷۵                      |                       | بیل گیتس             | ۷۵ میلیارد دلار                                  |
| ۲۰۱۵ | ۱٬۸۲۶               | ۷٫۰۵ تریلیون دلار                 | ۵۳۶                            | ۲۱۳                   | ۸۸                      | ۹۰                    | بیل گیتس             | ۷۹٫۲ میلیارد دلار                                |
| ۲۰۱۴ | ۱٬۶۴۵               | ۶٫۴ تریلیون دلار                  | ۴۹۲                            | ۱۵۲                   | ۱۱۱                     | ۵۶                    | بیل گیتس             | ۷۸ میلیارد دلار                                  |
| ۲۰۱۳ | ۱٬۴۲۶               | ۵٫۴ تریلیون دلار                  | ۴۴۲                            | ۱۲۲                   | ۱۱۰                     | –                     | کارلوس اسلیم         | ۷۳ میلیارد دلار                                  |
| ۲۰۱۲ | ۱٬۲۲۶               | ۴٫۶ تریلیون دلار                  | ۴۲۵                            | ۹۵                    | ۹۶                      | –                     | کارلوس اسلیم         | ۷۳ میلیارد دلار                                  |
| ۲۰۱۱ | ۱٬۲۱۰               | ۴٫۵ تریلیون دلار                  | ۴۱۳                            | ۱۱۵                   | ۱۰۱                     | –                     | کارلوس اسلیم         | ۷۴ میلیارد دلار                                  |
| ۲۰۱۰ | ۱٬۰۱۱               | ۳٫۶ تریلیون دلار                  | ۴۰۴ (برآورد)                   | ۸۹                    | ۶۲                      | –                     | کارلوس اسلیم         | ۵۳٫۵ میلیارد دلار                                |
| ۲۰۰۹ | ۷۹۳                 | ۲٫۴ تریلیون دلار                  | ۳۵۹                            | ۲۸                    | ۳۲                      | –                     | بیل گیتس             | ۴۰ میلیارد دلار                                  |
| ۲۰۰۸ | ۱٬۱۲۵               | ۴٫۴ تریلیون دلار                  | ۴۷۰ (برآورد)                   | –                     | ۸۷                      | –                     | وارن بافت            | ۶۲ میلیارد دلار                                  |